# Bulgarien ved sommer-OL 2020
Bulgarien deltog under Sommer-OL 2020 i Tokyo, som blev afviklet i perioden 23. juli til 8. august 2021.

## Medaljer
| 2020 Tokyo | Guld | Sølv | Bronze | Total |
| Bulgarien  | 3    | 1    | 2      | 6     |

### Medaljevinderne
| Bulgarien under sommer-OL 2020 i Tokyo | Bulgarien under sommer-OL 2020 i Tokyo                                          | Bulgarien under sommer-OL 2020 i Tokyo | Bulgarien under sommer-OL 2020 i Tokyo | Bulgarien under sommer-OL 2020 i Tokyo |
| Medalje                                | Navn                                                                            | Sport                                  | Event                                  | Dato                                   |
| -------------------------------------- | ------------------------------------------------------------------------------- | -------------------------------------- | -------------------------------------- | -------------------------------------- |
| Guld                                   | Ivet Goranova                                                                   | Karate                                 | Damernes 55 kg                         | 5. august                              |
| Guld                                   | Stoyka Krasteva                                                                 | Boksning                               | Damernes fluevægt                      | 7. august                              |
| Guld                                   | Simona Dyankova Stefani Kiryakova Madlen Radukanova Laura Traets Erika Zafirova | Gymnastik                              | Rytmisk gymnastik - hold               | 8. august                              |
| Sølv                                   | Antoaneta Kostadinova                                                           | Skydning                               | Damernes 10 meter luftpistol           | 25. juli                               |
| Bronze                                 | Taybe Yusein                                                                    | Brydning                               | Damernes 63 kg fristil                 | 4. august                              |
| Bronze                                 | Evelina Nikolova                                                                | Brydning                               | Damernes 57 kg fristil                 | 5. august                              |